# Helena Quiding

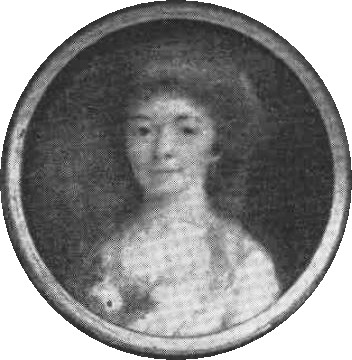
Helena Quiding cirka 1790, vid den tid hon besjöngs av Bellman.

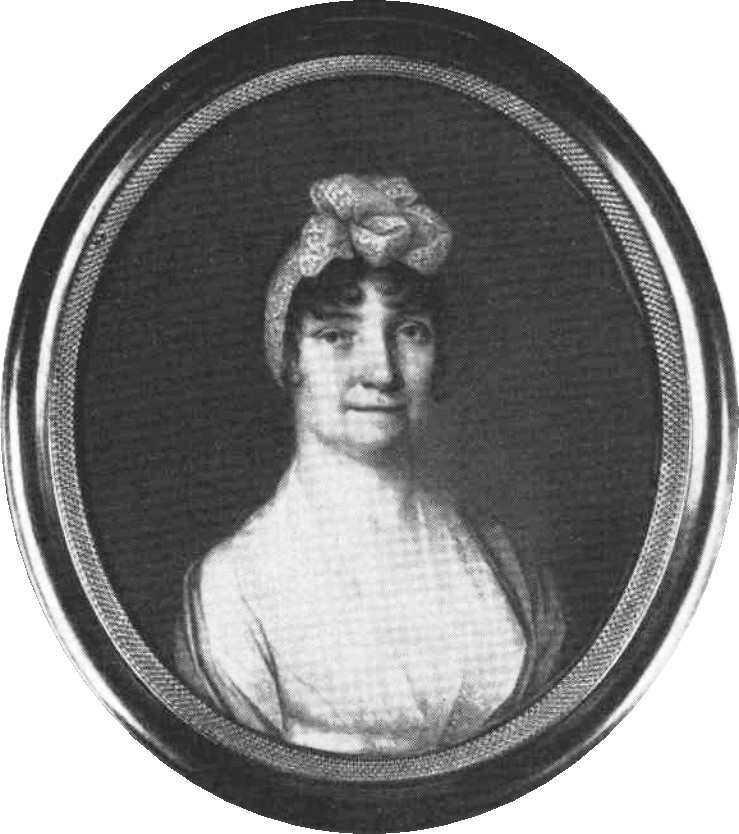
Helena Quiding, miniatyrmalning från början av 1800-talet.

Helena Quiding, född 19 augusti 1755 i Stockholm, död 2 oktober 1819 i Stockholm, blev känd som nära vän till Carl Michael Bellman och skapare av sommarnöjet Heleneberg på Norra Djurgården.

## Biografi

### Uppväxt och äktenskap
Helena Quiding var dotter till mjölnaråldermannen, spannmåls- och brännvinshandlaren Johan Henric Lindberg och dennes maka Helena, född Berg. Föräldrarna var förmögna, främst genom ”tillverkning av brända drycker”, som de framställde i sin stora fastighet i hörnet av Drottninggatan och Fredsgatan i Stockholm. Vid Lindbergs död 1777 visade boet en förmögenhet på över 20 000 riksdaler.
Helena var den yngsta dottern i familjen  Lindberg och vid 21 års ålder gifte hon sig med kryddkramhandlaren Bengt Christopher Quiding (1746-1797). Hennes hemgift omfattade en större summa kontanter, smycken och andra värdeföremål. Äktenskapets lycka blev dock kort, Bengt Christopher Quiding gick i konkurs och försvann till utlandet efter bara några år. I januari 1789 förklarades äktenskapet för upplöst och Quiding ”fri, ledig och lös till annat giftermål…”. Genom makens trassliga affärer var Helenas hemgift förbrukad men vid moderns död 1788 ärvde hon och systern åter en större summa samt fastigheten vid Drottninggatan. Efter att ha inlöst systerns del i fastigheten år 1790 blev hon ensam ägare av föräldrahemmet. Här hade hon sin bostad fram till sin död. 
Helena Quiding var en förmögen kvinna, förutom sonen Bernhard Christopher (1778-1846) bestod hushållet av en jungfru, två pigor och två drängar. Inredningen i hemmet vid Drottninggatan var storborgerlig och påkostad. Mellan 1791 och 1795 räknades även sonens magister, Carl Dybeck (far till Richard Dybeck), till hushållet.  Helana Quiding dog efter flera års sjukdom 64 år gammal och jordfästes i Sankta Klara kyrka i Stockholm.

### Heleneberg

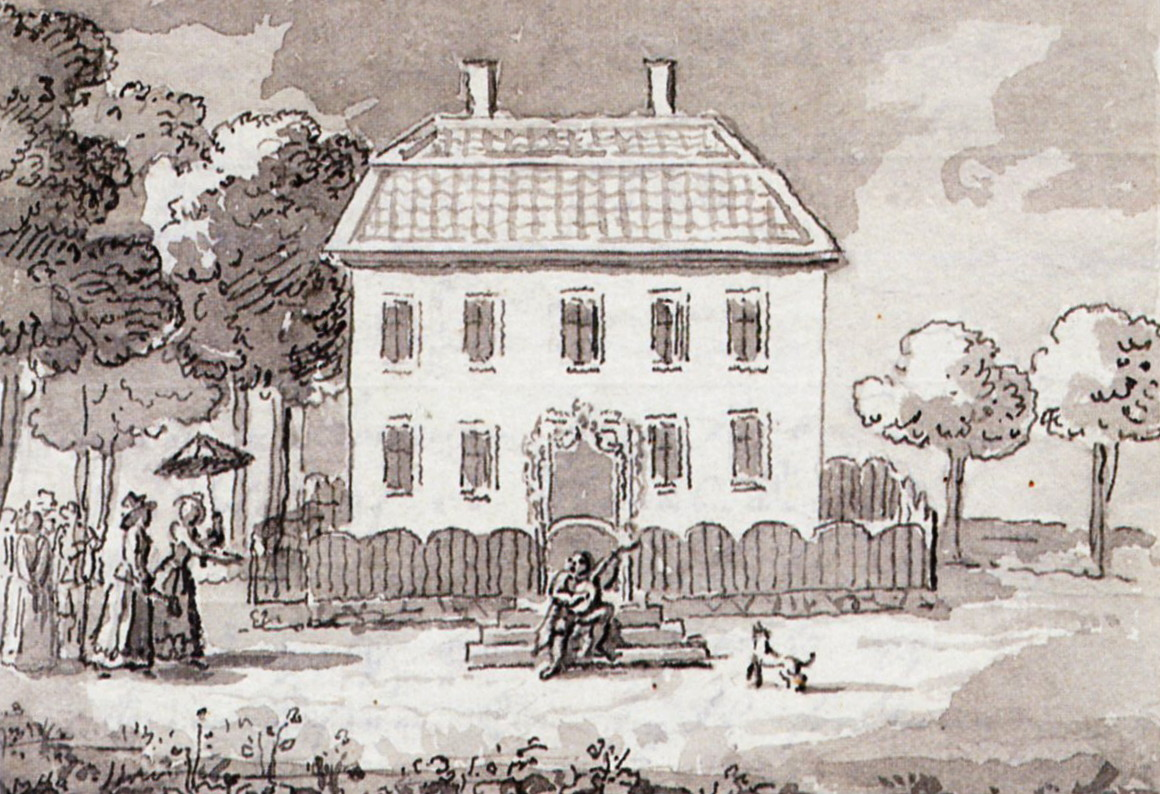
Heleneberg, lavering av Pehr Hilleström. På entrétrappan sitter Carl Michael Bellman och välkomnar fru Helena Quiding till Heleneberg den 31 juli 1792.

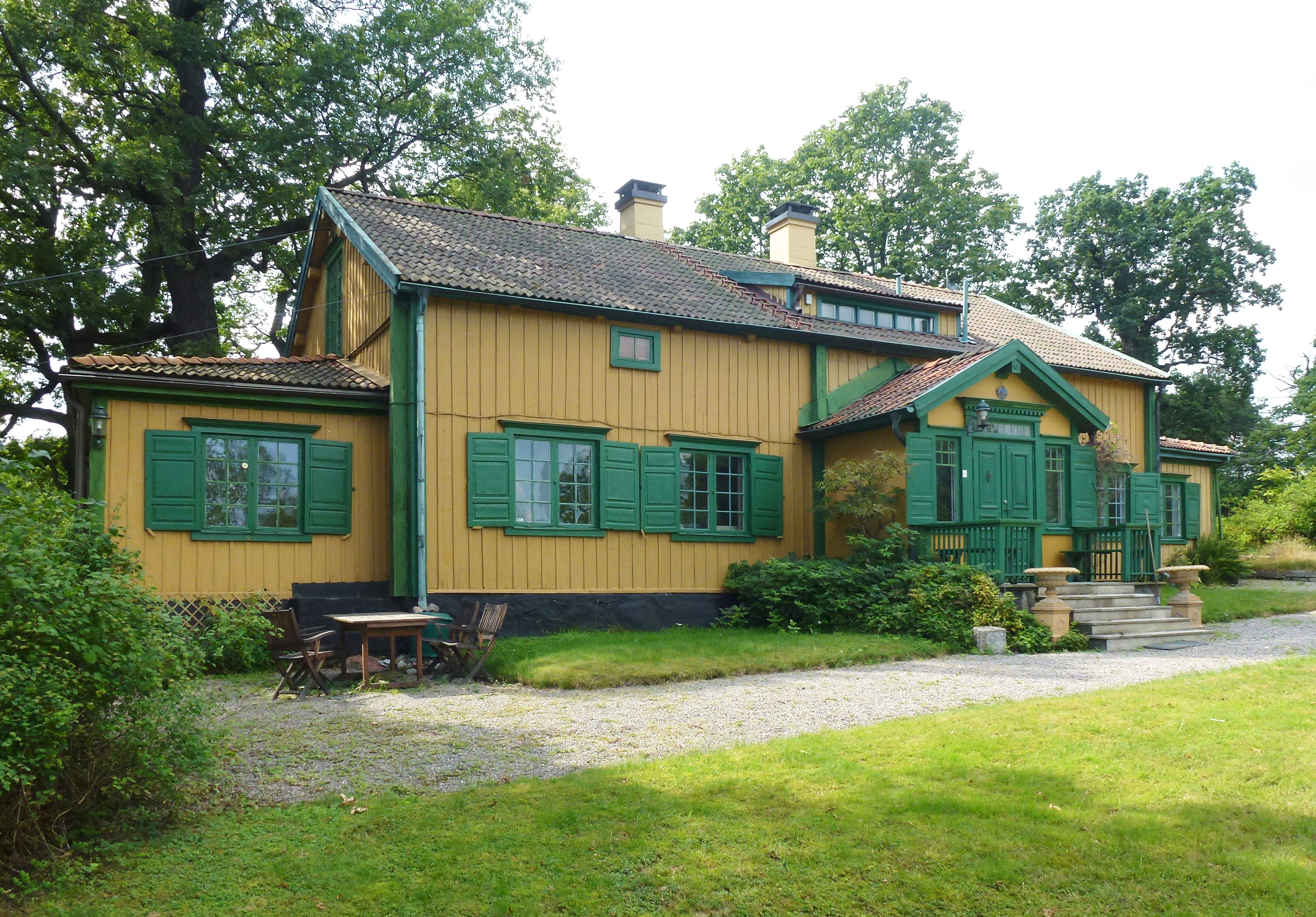
Helenebergs huvudbyggnad idag.

Utöver fastigheten vid Drottninggatan förvärvade hon den 5 februari 1790 besittningsrätten till  ”en byggning med tillhörande mark å jägarebostället Roslagsporten vid stranden av Lilla Värtan”.  Alltså det sommarnöje vid Lilla Värtan på Norra Djurgården, som hon döpte Heleneberg efter moderns flicknamn Helena Berg. 
För en kostnad av 1 300 riksdaler lät hon omskapa den befintliga byggnaden, som enligt Helena Quiding var ”så eländig, skogslupen och stenbunden, att den icke till något gagnas kunde”. Även tomten gjordes ”både nyttig och prydlig” vilket ett intyg av riksmarskalken Johan Gabriel Oxenstierna bekräftade. Redan efter tio år lämnade hon Heleneberg. Anledningen var en tvist med grannen på Stora Skuggan, Abraham Niclas Edelcrantz, som hävdade 100 års rätt till arrende för Lilla Skuggan. Man kunde inte komma överens och till slut tröttnade Quiding.

### Quiding och Bellman
Till Helena Quidings vänkrets hörde bland andra Carl Michael Bellman som skrev visor om sitt umgänge med Helena Quiding och sina talrika besök på Heleneberg. Bland annat skildrade  Bellman Helenas namnsdagsfest den 31 juli 1790 ute på Heleneberg. I dikten beskriver han ”landets ljuva små besvär”. Under senare delen av sitt liv använde Bellman ”Movitz” som sitt alter ego i privata brev till bland annat Helena Quiding. Hon och Heleneberg lär ha inspirerat Bellman till flera av de så kallade Djurgårdspastoralerna.
I en dedikationsdikt till Quiding skaldade han:
Vi våra glas ifylla nu,

Att på Heleneberg,

Låfsiunga lundens fru:

Må hon i hälsans liufa famn,

Framstråla se sitt namn.